# Gilman (Wisconsin)
Gilman es una villa ubicada en el condado de Taylor en el estado estadounidense de Wisconsin. En el Censo de 2010 tenía una población de 410 habitantes y una densidad poblacional de 67,74 personas por km².

## Geografía
Gilman se encuentra ubicada en las coordenadas 45°9′58″N 90°48′26″O / 45.16611, -90.80722. Según la Oficina del Censo de los Estados Unidos, Gilman tiene una superficie total de 6.05 km², de la cual 6.05 km² corresponden a tierra firme y (0%) 0 km² es agua.

## Demografía
Según el censo de 2010, había 410 personas residiendo en Gilman. La densidad de población era de 67,74 hab./km². De los 410 habitantes, Gilman estaba compuesto por el 99.51% blancos, el 0% eran afroamericanos, el 0% eran amerindios, el 0% eran asiáticos, el 0% eran isleños del Pacífico, el 0.24% eran de otras razas y el 0.24% pertenecían a dos o más razas. Del total de la población el 0.49% eran hispanos o latinos de cualquier raza.